# Lizzano Negroamaro rosso superiore
Il Lizzano Negroamaro rosso superiore è un vino DOC la cui produzione è consentita nella provincia di Taranto.

## Caratteristiche organolettiche
- colore: rosso dal rubino al granato.
- odore: vinoso, gradevole, caratteristico.
- sapore: asciutto, armonico.

## Produzione
Provincia, stagione, volume in ettolitri
- nessun dato disponibile